# Caustic Love
Caustic Love è il terzo album in studio del cantautore britannico Paolo Nutini, pubblicato il 14 aprile 2014.

## Tracce
1. Scream (Funk My Life Up) – 3:09
2. Let Me Down Easy – 3:32
3. Bus Talk – 1:30
4. One Day – 5:06
5. Numpty – 3:54
6. Superfly – 1:13
7. Better Man – 5:29
8. Iron Sky – 6:13
9. Diana – 3:35
10. Fashion – 3:06 – feat. Janelle Monáe
11. Looking for Something – 6:12
12. Cherry Blossom – 6:17
13. Someone Like You – 2:09

## Singoli
Il primo singolo da Caustic Love è stato Scream (Funk My Life Up), pubblicato in formato digitale il 28 febbraio 2014 e in formato fisico il 30 marzo seguente. 
Il 17 giugno è uscito il secondo singolo dal titolo Let Me Down Easy.
Il 6 agosto è stato presentato, in anteprima sul sito web di Radio Deejay, il videoclip del brano Iron Sky, già annunciato come terzo singolo.

## Classifiche
| Classifica (2014) | Posizione raggiunta |
| ----------------- | ------------------- |
| Australia         | 6                   |
| Belgio (Fiandre)  | 13                  |
| Belgio (Vallonia) | 27                  |
| Canada            | 21                  |
| Germania          | 15                  |
| Italia            | 3                   |
| Nuova Zelanda     | 7                   |
| Paesi Bassi       | 4                   |
| Irlanda           | 1                   |
| Scozia            | 1                   |
| Svizzera          | 1                   |
| Regno Unito       | 1                   |
| Stati Uniti       | 31                  |
| Ungheria          | 2                   |